# Księżomierz-Kolonia
Księżomierz-Kolonia is een plaats in het Poolse district  Kraśnicki, woiwodschap Lublin. De plaats maakt deel uit van de gemeente Gościeradów en telt 1400 inwoners.